# یوهی تاکایاما
یوهی تاکایاما (ژاپنی: 高山 洋平؛ زادهٔ ۲۶ نوامبر ۱۹۷۹) یک بازیکن فوتبال اهل ژاپن است.
از باشگاه‌هایی که در آن بازی کرده‌است می‌توان به باشگاه فوتبال ونتفورت کوفو اشاره کرد.